# تشارلز دوفلر

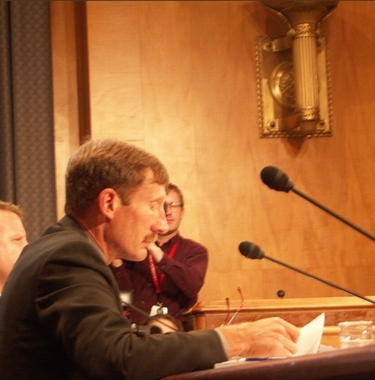
تشارلز دولفر

تشارلز أ. دوفلر (Charles A. Duelfer) هو رئيس مجلس الإدارة الحالي لشركة Omnis, Inc.، وهي شركة أمريكية متخصصة في تقديم حلول تكنولوجية واستشارات علمية، بالإضافة إلى خدمات الاستخبارات المالية والأمنية. تأسست الشركة في عام 2004 ومقرها في ماكلين، فيرجينيا و مؤلف كتاب "الغميضة: البحث عن الحقيقة في العراق" . 
معلومات أساسية عن تشارلز أ. دوفلر:
- المناصب السابقة: شغل دوفلر منصب الرئيس التنفيذي ورئيس مجلس الإدارة لشركة Transformational Space Corp. LLC، وهي شركة متخصصة في تطوير مركبات الفضاء وتقديم الاستشارات لوكالة ناسا .
- المؤهلات التعليمية: حصل على درجة البكالوريوس من جامعة كونيتيكت، ودرجة الماجستير من معهد ماساتشوستس للتكنولوجيا
- المناصب الحكومية السابقة: شغل دوفلر عدة مناصب في الحكومة الأمريكية، بما في ذلك نائب المدير التنفيذي للجنة الأمم المتحدة للرصد والتحقق والتفتيش (UNSCOM) بين عامي 1993 و2000، ومستشار خاص لمجموعة العراق للاستطلاع في عام 2004 [2].

## المنشورات
- Duelfer, Charles A. (2009). Hide and Seek: The Search for Truth in Iraq. PublicAffairs. ISBN:978-1-58648-557-3.

## روابط خارجية
- تقرير دولفر
- www.charlesduelfer.com
- الإدارة العليا لشركة أومنيس